# Ramfis Trujillo
Rafael Leónidas Trujillo Martínez, connu sous le nom de Ramfis Trujillo, né le 5 juin 1929 en République dominicaine et mort le 28 décembre 1969 à Madrid,  était un homme politique et général dominicain.

## Biographie
Il est a priori le fils du président Rafael Leónidas Trujillo Molina et de sa maîtresse María Martínez. Il naît le 5 juin 1929, 8 ans avant le mariage de ses parents. À neuf ans, il est nommé par son père colonel de l'armée.
En 1950, il se marie avec Octavia Ricart, avec qui il a six enfants.
Pour obéir à son père qui souhaite en faire son successeur, il étudie au Command and General Staff College, à Fort Leavenworth aux États-Unis. Toutefois, il passe beaucoup de temps en compagnie de son ex-beau-frère Porfirio Rubirosa et sa compagne Zsa Zsa Gábor auprès des stars d'Hollywood Kim Novak, Joan Collins ou Debra Paget. Sa liaison avec Novak met fin à son mariage. Il se remarie avec l'actrice Lita Milan, avec qui il a deux autres enfants.
Ramfis, dont la filiation est douteuse, est victime de problèmes psychologiques qui l'obligent à voyager dans de nombreux pays pour tenter d'y trouver remède.
Le 14 juin 1959, des exilés dominicains, venus du Venezuela et passés par Cuba, débarquent en République dominicaine. Ils ont l'intention de transformer la Cordillère Centrale en « Sierra Maestra » dominicaine. Mais l'expédition est un échec sanglant, et les exilés, fils de bonne famille (parfois même des enfants de partisans du régime de Trujillo) sont abattus, ou torturés avant d'être éliminés sur ordre de Ramfis, contrairement à ce que souhaite alors son père.
Le 30 mai 1961, son père est assassiné par des militaires rebelles à la dictature, soutenus par le gouvernement américain. En déplacement alors en France, il revient le 31 mai et dirige la répression, mais autorise également l'Organisation des États américains à envoyer des observateurs dans le pays. Le pouvoir est alors partagé entre Joaquín Balaguer, président de la République, et Ramfis, chef de l'état-major conjoint des armées.
Toutefois, le 18 novembre 1961, Ramfis Trujillo s'exile avec sa femme d'abord en France ; la République dominicaine demande son extradition, par la voix de Rafael Filiberto Bonnelly (en), président à partir de janvier 1962. Charles de Gaulle finit par l'accorder en 1965, mais le couple rejoint l'Espagne, où Ramfis retrouve également sa mère et sa sœur. En 1963, l'héritage de son père, capté entièrement par ses enfants légitimes, est remis en cause par d'autres enfants, adultérins. Ces derniers, défendus notamment par Richard Nixon, déposent plainte à Genève, mais les Trujillo ignorent les convocations de la justice suisse.
Le 17 décembre 1969 à Madrid, sa voiture entre en collision avec celle de la duchesse d'Alburquerque, accompagnée de son fils Juan Miguel. La duchesse meurt sur le coup ; Ramfis est transporté dans un état grave à l'hôpital, où il décède de pneumonie, conséquence de l'accident, le 27 décembre. Sa veuve dira plus tard que cet accident était suspect à ses yeux, Ramfis étant toujours en contact avec ses partisans en République dominicaine, dans l'intention de revenir prendre le pouvoir.